# Виноматериал
Виноматериал — отраслевой винодельческий термин, обозначающий натуральное вино, полученное после сезона переработки винограда путем полного или неполного сбраживания ягод винограда или виноградного сока.
Виноматериалом считается любое вино до тех пор, пока оно не оформлено как готовый продукт и не разлито в бутылку. Каждое винодельческое предприятие получает виноматериал после сезона сбора урожая. В последующем виноматериалы купажируют, ассамблируют, обрабатывают и готовят к розливу. Виноматериал — это технический термин, не имеющий отношения к качеству или классу вина.
Виноматериал представляет собой сухое вино — напиток с минимальным содержанием сахара (не более 4 грамм/литр), отсюда альтернативное название — «сухой виноматериал». Виноматериал хранится и перевозится в таком виде из соображений безопасности транспортировки. Если бы виноматериал содержал высокий уровень сахара, то процесс брожения продолжался бы, а выделение углекислого газа при брожении привело к повреждению транспортной упаковки.
До розлива в потребительскую тару (бутылку) виноматериалы могут находиться в обращении между различными винодельческими предприятиями. Винные предприятия, не имеющие собственных мощностей для переработки винограда, закупают виноматериалы у других предприятий. Также это происходит в случае недостатка собственного виноматериала или для создания купажей. Крупнейшими экспортерами виноматериала в мире являются Аргентина, ЮАР и Австралия.